# Paulina Staszewska
Paulina Staszewska (ur. 16 lutego 1989 w Drawsku Pomorskim) – polska wioślarka, obecnie występująca w barwach klubu „KS Posnania”.

## Osiągnięcia
- 8+ – 3. miejsce w Mistrzostwach Polski Seniorów w Poznaniu 2009 r.
- 4xKA – 3. miejsce na Młodzieżowych Mistrzostwach Polski w Kruszwicy 2009 r.
- 8+ – 3. miejsce w Mistrzostwach Polski Seniorów w Poznaniu 2010 r.
- 4xKA – 2. miejsce w Młodzieżowych Mistrzostwach Polski w Kruszwicy w 2010 r.
- 2xKA – 4. miejsce w Młodzieżowych Mistrzostwach Polski w Kruszwicy w 2010 r.